# Javier Botet
Javier Botet López (sinh ngày 30 tháng 7 năm 1977) là một nam diễn viên người Tây Ban Nha. Anh được biết đến qua các vai diễn phản diện (thường là quái vật) trong loạt phim REC (2007-2012), Mẹ ma (2013), Xác ướp (2017) và Slender Man trong bộ phim cùng tên (2018). Ngoài ra, anh cũng xuất hiện trong Lâu đài đẫm máu (2015), Ám ảnh kinh hoàng 2 (2016), Chú hề ma quái (2017), Quỷ quyệt: Chìa khóa quỷ dữ (2018) và Chuyện kinh dị lúc nửa đêm (2019).

## Tiểu sử
Botet được sinh ra ở Ciudad Real và là con trai của Agustín Andrés Botet Rodríguez và María del Carmen Servilia López Nieto.
Khi năm tuổi, anh được chẩn đoán mắc hội chứng Marfan. Do bị rối loạn về gen quy định mô liên kết nên Botet có tứ chi, ngón tay và chân cực kỳ dài cùng với dáng người cao, gầy gò với chiều cao lên đến 6 ft 6 in (200 cm) và nặng 123 pounds (56 kg).

## Sự nghiệp
Vì có hình dáng kỳ lạ cùng với sự say mê nghệ thuật nên Botet đã đóng vai diễn đầu tiên của mình vào năm 2005, trong bộ phim Beneath Still Waters của Brian Yuzna. Hai năm sau, anh đóng vai Tristana Medeiros trong bộ phim RED của Jaume Balagueró và Paco Plaza.

### Điện ảnh và truyền hình
Botet đã xuất hiện trong nhiều bộ phim điện ảnh, bao gồm cả vai Frankenstein trong bộ phim chuyển thể từ cuốn tiểu thuyết cùng tên của Teatros del Canal, cũng như trong Star Trek: Discovery với vai một cá thể người ngoài hành tinh được gọi là Ba'ul.

### Giải thưởng
Botet được trao giải Màquina del Temps (Time Machine) tại Liên hoan phim Sitges 2019, cùng với nữ diễn viên Maribel Verdú. Giải thưởng này được trao hàng năm cho các cá nhân có những đóng góp xuất sắc trong thể loại phim giả tưởng.

## Phim
| Diễn viên (chương trình truyền hình) |                                                            |                           |           |
| Năm                                  | Tập phim/Chương trình                                      | Vai                       | Chú thích |
| 2019                                 | "The Sound of Thunder" Star Trek: Discovery (mùa 2, tập 6) | Ba'ul species             | [ 6 ]     |
| 2019                                 | "The Long Night" Game of Thrones (mùa 8, tập 3)            | Wight                     | [ 7 ]     |
| Diễn viên (phim điện ảnh)            |                                                            |                           |           |
| Năm                                  | Phim                                                       | Vai                       | Chú thích |
| 2005                                 | Beneath Still Waters                                       | Humanoid                  | [ 8 ]     |
| 2007                                 | REC                                                        | Niña Medeiros             | [ 9 ]     |
| 2009                                 | REC 2                                                      | Niña Medeiros             | [ 10 ]    |
| 2012                                 | REC 3: Genesis                                             | Niña Medeiros             |           |
| 2013                                 | Mẹ ma                                                      | Mẹ ma                     | [ 11 ]    |
| 2013                                 | Witching & Bitching                                        | Luismi                    | [ 12 ]    |
| 2015                                 | Lâu đài đẫm máu                                            | Enola / Margaret / Pamela | [ 13 ]    |
| 2016                                 | The Other Side of the Door                                 | Myrtu                     | [ 14 ]    |
| 2016                                 | Ám ảnh kinh hoàng 2                                        | Ông kẹ                    | [ 15 ]    |
| 2016                                 | Don't Knock Twice                                          | Ginger Special            | [ 16 ]    |
| 2017                                 | Xác ướp                                                    | Set                       | [ 17 ]    |
| 2017                                 | Chú hề ma quái                                             | Hobo                      | [ 18 ]    |
| 2017                                 | Polaroid                                                   | Entity                    | [ 24 ]    |
| 2018                                 | Quỷ quyệt: Chìa khóa quỷ dữ                                | KeyFace                   | [ 25 ]    |
| 2018                                 | Slender Man: Gã không mặt                                  | Slender Man               | [ 26 ]    |
| 2018                                 | Mara                                                       | Mara                      | [ 27 ]    |
| 2019                                 | Chuyện kinh dị lúc nửa đêm                                 | Quỷ mất ngón              | [ 28 ]    |
| Sản xuất                             |                                                            |                           |           |
| Năm                                  | Phim                                                       | Vai trò                   | Chú thích |
| 2017                                 | Alien: Covenant                                            | Ghi hình chuyển động      | [ 29 ]    |